# Себастиан (узурпатор)
Себастиа́н (лат. Sebastianus; казнён в 413) — римский император-узурпатор в Галлии в 412—413 годах.

## Биография
Себастиан был выходцем из южно-галльской провинциальной аристократии и братом галльского императора-узурпатора в 411—413 годах Иовина, захватившего власть в Галлии после победы над Константином III.
В 412 году после разрыва отношений с вестготским вождём Атаульфом Иовин провозгласил Себастиана августом и своим соправителем вопреки желанию Атаульфа. В результате Атаульф вступил в переговоры с императором Гонорием, пообещав ему в случае предоставления готам продовольственной помощи расправиться с обоими узурпаторами.
Получив согласие Гонория, в 413 году Атаульф схватил и казнил Себастиана. В том же году после поражения в битве близ Валенсии в плен к готам попал и Иовин, который вскоре был убит самим галльским префектом претория Клавдием Постумом Дарданом. Головы обоих братьев были отосланы в Равенну Гонорию, который приказал выставить их на всеобщее обозрение.
Кроме Иовина, у Себастиана был ещё один брат — Саллюстий (лат. Sallustius), также казнённый вместе с братьями в 413 году.
О личных качествах Себастиана почти ничего неизвестно. Источники лишь сообщают, что Себастиан имел слабый характер.
Монеты с изображением Себастиана чеканились в Арле и Трире.